# Día Nacional de la Gramática
En Estados Unidos de América, el 4 de marzo se dedica al Día Nacional de la Gramática. 
Designado en 2008, el Día Nacional de la Gramática fue establecido por Martha Brockenbrough, autora de "Things That Make Us [Sic]" (2008) –"Cosas que hacemos [Sic]"– y fundadora de la "Sociedad para la Promoción de Buena Gramática".